# Екс Ел Рекордингс
Екс Ел Рекордингс е независима звукозаписна компания. Основана е от Ник Халкес през 1989 година. Част от Легърс Банкет Рекърдс.

## Началото
В началото на 1990-те компанията усърдно се занимава с издаването на денс-ориентирани жанрове като белгийско техно, брейкбийт техно и дръм енд бейс. Този период от историята на лейбъла е отразена в компилационната серия „The XL Recordings Chapters“ в периода 1990 – 1995 година.

## Списък
От края на 1990-те до днешни дни компанията издава изпълнители като:
- Продиджи
- Уайт Страйпс
- Адел
- Дизи Раскал
- Пийчез
- Джак Уайт
- Уайт Страйпс
- Том Йорк
- Рейдиохед